# Magdalena Cho
Św. Magdalena Cho (ko. 조 막달레나) (ur. 1807 w Seulu, Korea – zm. wrzesień 1839 tamże) – święta Kościoła katolickiego, męczennica.
Córka Katarzyny Yi. Gdy miała 18 lat, matka chciała wydać ją za mąż za katolika. Magdalena Cho sprzeciwiła się temu. Katarzyna Yi rozumiała motywację córki, ale martwiła się, że może to spowodować podejrzenia ze strony pogan i mimo wszystko próbowała namówić córkę do małżeństwa. Magdalena Cho nie dała się jednak przekonać. Żeby nie drażnić rodziny i uniknąć podejrzeń, przeprowadziła się do Seulu. Została tam służącą u katolickiej rodziny. Zarobione pieniądze wysyłała swojej matce. Do rodzinnego domu wróciła dopiero w wieku ponad 30 lat, gdyż uważała, że nikt nie będzie już jej zmuszać do małżeństwa. Zajęła się nauczaniem katechumenów, opiekowała się chorymi i chrzciła dzieci zagrożone śmiercią. Żeby uniknąć miejscowych prześladowań, Katarzyna Yi zdecydowała się razem z córką przenieść do Seulu. Biskup Imbert pomógł im znaleźć schronienie u katolików. Stolica nie okazała się jednak bezpiecznym miejscem. Magdalena Cho została aresztowana razem z matką pod koniec czerwca lub na początku lipca 1839 roku. Były torturowane, ponieważ nie zgodziły się wyrzec wiary. Zmarły w więzieniu w odstępie kilku dni.
Dzień jej wspomnienia przypada 20 września (w grupie 103 męczenników koreańskich).
Beatyfikowana razem z matką 5 lipca 1925 roku przez Piusa XI, kanonizowana 6 maja 1984 roku w Seulu przez Jana Pawła II w grupie 103 męczenników koreańskich.